# 바브카
바브카 또는 우가트 슈마림(히브리어: עוגת שמרים)은 폴란드와 우크라이나의 유대인 공동체에서 유래한 달콤한 땋은 빵 또는 케이크이거나 비에누아즈리이다. 이것은 효모 케이크로 알려진 이스라엘에서 인기가 있다. 또한 유대 디아스포라에서도 인기가 있다. 이것은 효모 발효 반죽으로 준비되며, 반죽을 밀어 초콜릿, 계피, 과일, 또는 치즈와 같은 속재료를 바른 다음, 구워지기 전에 말아서 땋는다.

## 역사

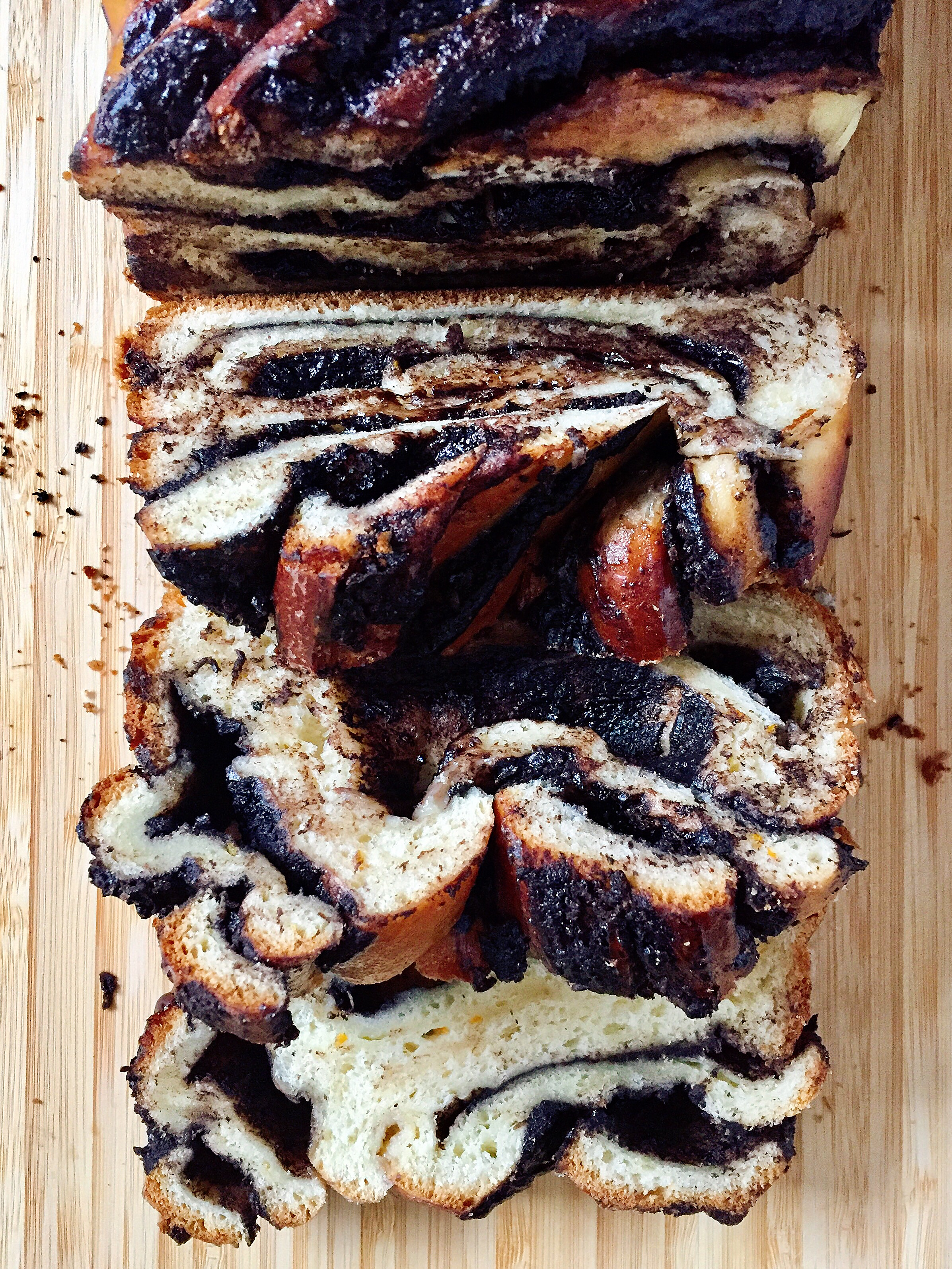
초콜릿 바브카의 내부

바브카는 19세기 초 폴란드, 그리고 다음으로 중앙유럽과 동유럽의 유대인 공동체에서 발전했다. 남은 할라 (음식) 반죽을 과일 잼이나 계피와 함께 말아 할라와 함께 덩어리로 구웠다. 초콜릿은 일반적으로 구할 수 없었기 때문에 원래 사용되지 않았다; 초콜릿 바브카는 20세기 중반 미국에서 개발된 것으로 보인다. 그 이름(반드시 음식 자체는 아니지만)은 폴란드와 우크라이나에서 인기 있는 부활절 케이크인 바바 또는 그 축소형인 바브카와 관련이 있을 수 있는데, 이는 이디시어 부베와 관련하여 "할머니"를 의미한다.
폴란드와 우크라이나 바브카는 유대인 바브카와 상호 동의어이지만, 각 바브카의 모양과 준비 방식은 크게 다르다. 동유럽 바브카는 전통적인 틀에서 형성된 높고 튼튼하며 플루트 모양의 측면으로 유명하며, 할머니의 치마를 연상시킨다. 이에 비해 뉴욕으로 이주한 사람들이 도입한 변형은 풍부한 효모 반죽 가닥을 엮어 빵 틀에 굽는 방식으로 만들어진다.
유대인 바브카는 20세기 후반까지 폴란드 유대인 공동체 외부에서는 거의 알려지지 않았다. 유럽식 빵집들은 1950년대 후반 이스라엘과 미국에서 바브카를 제공하기 시작했다. 초콜릿 외에도 양귀비씨, 아몬드 페이스트, 치즈 등 다양한 속재료가 인기를 끌었고, 일부 제빵사들은 슈트로이젤을 위에 올리기 시작했다.
1970년대에 바브카는 뉴욕 대도시 지역에서 널리 인기 있는 아슈케나지 유대인 진미가 되었다. 아슈케나지 뉴욕 바브카는 일반적으로 빵 덩어리 모양에 더 가깝고, 더 납작하고 직사각형 모양인 이스라엘 바브카와는 다르다. 이 시기 거의 모든 유대인 빵집에서 바브카를 판매했지만, 그린스(Green's)는 2000년대까지 이 지역의 코셔 시장과 다른 유대계 미국인 공동체에 널리 유통되었으며, 바브카의 인기는 미국 전역에서 계속 증가하고 있다.

## 준비

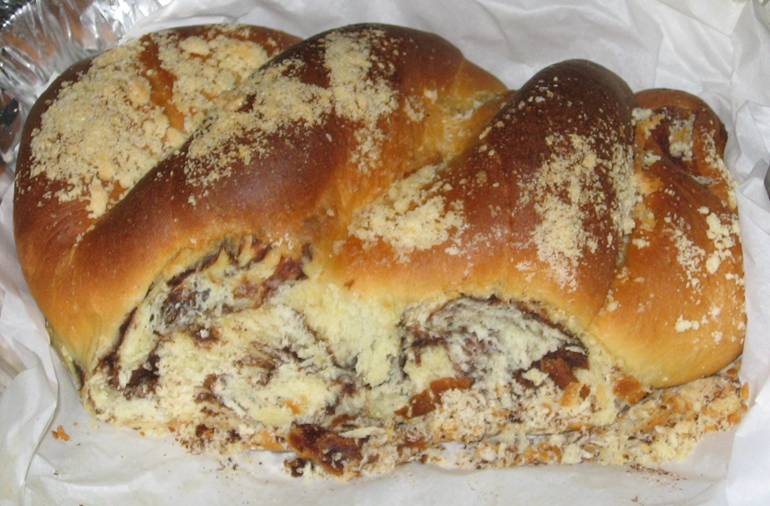
할라 (음식)와 유사한 반죽으로 만들어지고 슈트로이젤이 토핑된 초콜릿 바브카

바브카는 할라 (음식)와 크루아상에 각각 사용되는 것과 유사하게 풍부하거나 얇게 편 반죽, 즉 비에누아즈리로 구성된다. 이 반죽은 밀어 펴서 초콜릿, 계피 설탕, 사과, 달콤한 치즈, 누텔라 (브랜드), 모흔, 또는 건포도와 같은 다양한 달콤한 속재료를 바른 다음, 열린 형태 또는 닫힌 형태로 땋아 구운 후 설탕 시럽을 발라 신선도를 유지하고 빵을 더 촉촉하게 만든다. 때때로 슈트로이젤 토핑이 올라가기도 한다.

## 변형

### 이스라엘 스타일
이스라엘 스타일 바브카(עוגת שמרים)는 버터가 풍부한 라미네이티드 도우로 만들어지며, 이는 이스라엘 스타일 루겔라흐와 크루아상 반죽에 사용되는 것과 유사하게 여러 번 접고 밀어 많은 뚜렷한 층을 만든다. 이스라엘 스타일 바브카는 더 다양한 속재료와 형태로 제공된다. 보통 덩어리 모양으로 만들어지지만, 때로는 개별 바브카, 파이 모양 바브카, 고리 모양, 땋아서 자유로운 형태로 굽거나 치즈 스트로와 유사하게 개별적으로 꼬아서 만들기도 한다. 가장 인기 있는 속재료는 하시차르 하올레(이스라엘 초콜릿 스프레드)로 흔히 만드는 초콜릿, 모흔(달콤한 양귀비씨 페이스트 속재료), 그리고 그비나 레바나로 흔히 만드는 달콤한 치즈이다. 슈트로이젤 토핑은 거의 올라가지 않는다. 일반적으로 달콤하지만, 이스라엘에서는 라브네와 자타르를 넣은 짭짤한 버전도 인기가 많다. 또한 장미 모양의 개별 페이스트리인 "장미"로도 흔히 구워진다. 더 흔한 열린 형태의 땋은 모양 대신 닫힌 형태로도 만들 수 있다.

## 대중문화에서
사인필드 에피소드 "만찬"에서는 초콜릿과 계피 바브카 모두를 광범위하게 언급하는데, 등장인물 일레인 베네스는 후자가 "덜한 바브카"라는 사실에 불만을 표하고, 이에 제리 사인필드는 "계피는 어떤 바브카에도 뒤지지 않아!"와 "덜한 바브카? 그렇게 생각하지 않아!"라고 외친다..
'바브카 왕'으로 알려진 소셜 미디어 인플루언서이자 음식 블로거인 크리스 캐레스논(본명: 크리스 캠벨)은 다음과 같이 말했다: "맛있는 페이스트리입니다. 나쁜 페이스트리도 맛있어요. 하지만 그 이상으로 아름답습니다. 유려하고 땋아져 있어요. 자르면 모든 층이 보입니다."
제빵사 시미 애런은 2020년 로스앤젤레스 타임스의 빌 애디슨에 의해 "미래의 바브카 왕"으로 불렸다. 애런의 혁신에는 오렌지 껍질과 장미 꽃잎을 추가하고, 이집트, 이라크, 예멘 유산을 짭짤한 바브카 레시피에 접목하는 것이 포함되었다.

## 같이 보기
- 부레카스
- 브리오슈
- 커피 케이크
- 레카흐 – 유대식 꿀 케이크
- 후식 목록
- 감자 바브카
- 바바 오 럼
- 추레키